# ズビグニエフ・プレイスネル
ズビグニエフ・プライスネル（Zbigniew Preisner, 本名：Zbigniew Antoni Kowalski、1955年5月20日 - ）は、ポーランドの作曲家。
ビェルスコ＝ビャワ出身。ヤギェウォ大学で歴史と哲学を学ぶ。
主にクラシック音楽、映画音楽を多く手がけ、映画音楽ではクシシュトフ・キェシロフスキ監督作品の音楽を多く担当している。セザール賞作曲賞を2回受賞している（1995年『トリコロール/赤の愛』、1996年『エリザ』）。

## 主なディスコグラフィー
- 終わりなし Bez konca (1985)
- 殺人に関する短いフィルム Krótki film o zabijaniu (1988)
- 愛に関する短いフィルム Krótki film o milosci (1988)
- デカローグ Dekalog (1989) テレビミニシリーズ
- 僕を愛したふたつの国/ヨーロッパ ヨーロッパ Europa Europa (1990)
- 密告者 Eminent Domain (1990)
- ふたりのベロニカ La Double Vie de Véronique (1991)
- オリヴィエ オリヴィエ Olivier, Olivier (1992)
- ダメージ Damage (1992)
- 秘密の花園 The Secret Garden (1993)
- トリコロール/青の愛 Trois couleurs: Bleu (1993)
- トリコロール/白の愛 Trois couleurs: Blanc (1994)
- 男が女を愛する時 When a Man Loves a Woman (1994)
- トリコロール/赤の愛 Trois Couleurs: Rouge (1995)

- エリザ Élisa (1995)
- 七月の宴 Feast of July (1995)
- マイ・リトル・ガーデン The Island on Bird Street (1997)
- フェアリーテイル FairyTale: A True Story (1997)
- 禁断のエヴァ Dreaming of Joseph Lees (1999)
- 微笑みに出逢う街角 Between Strangers (2002)
- アンビリーバブル It's All About Love (2003)
- ピエロの赤い鼻 Effroyables jardins (2003)
- ある秘密 Un secret (2007)
- ベルリン陥落1945 Anonyma - Eine Frau in Berlin (2008)
- 楊貴妃 Lady Of The Dynasty 王朝的女人・楊貴妃 (2015)